# Alstroemeria angustifolia
Espèce
Alstroemeria angustifolia est une espèce de la famille des Alstroemeriaceae.

## Description
Alstroemeria angustifolia atteint 8 cm de hauteur ou plus. Souvent naine dans la nature, en particulier la sous espèce velutina. Les feuilles sont torsadées et glauques, généralement longilignes, presque herbeuses et toujours pointues, pouvant aussi être brièvement triangulaires. Les inflorescences sont des ombelles de vingt fleurs ou plus; en forme d'entonnoir large de couleur rose pastel, avec des tépales externes spatulés de 3-4 cm de long avec des pointes apicales notablement épaissies de couleur verte ou vert brunâtre, et des tépales internes oblancéolés, la paire supérieure plus étroite avec une bande transversale jaune clair pointillée de rouge vin foncé. 

## Répartition et habitat
L'aire d'origine est la vallée centrale autour de Santiago au Chili dans  et dans la chaîne côtière au-dessus de Valparaiso à environ 2 000 m d'altitude. La sous-espèce velutina se reconnaît à sa pubescence veloutée sur les feuilles et les nervures centraux des tépales, ainsi qu'à ses corolles plus étroites de 3-3,5 cm et à ses marques plus pâles. Elle est présente dans les Andes du sud dans la province de Coquimbo à 800-1 800 m.

## Liste des sous-espèces
Selon GBIF (5 septembre 2024) :
- Alstroemeria angustifolia subsp. angustifolia
- Alstroemeria angustifolia subsp. velutina Ehr.Bayer

## Systématique
Le nom correct complet (avec auteur) de ce taxon est Alstroemeria angustifolia Herb..